# چیرکندی
چیر کندی، روستایی است از توابع بخش مرکزی شهرستان چایپاره در استان آذربایجان غربی ایران.

## جمعیت
این روستا در دهستان چورس قرار داشته و براساس سرشماری مرکز آمار ایران در سال ۱۳۹۵، جمعیت این روستا برابر با ۹۶ نفر (۳۶ خانوار) بوده است. 